# Ashley Greene
Ashley Michele Greene (Jacksonville, Florida, 21. veljače 1987.) američka je glumica i model.

## Privatni život
Greene je rođena u Jacksonvilleu. Roditelji su joj Joe i Michele Greene. Odrasla je u Middleburgu i Jacksonvilleu, a pohađala je škole Christian School i Wolfson High School. Školovanje je prekinula sa 17 godina i preselila se u Los Angeles kako bi postala glumica. Greene ima starijeg brata Joea, koji živi u Jacksonvilleu s njihovim roditeljima.

## Karijera
Greene je prvobitno planirala postati model, ali su joj rekli da nije dovoljno visoka da bude model i da bi se umjesto toga trebala usredotočiti na reklame. Nakon snimanja reklama, zaljubila se u glumu i shvatila da se želi baviti njome. Pojavila se u video spotu Kiss Me, Kill Me grupe Mest, nakon čega su uslijedile manje uloge u mnogim popularnim televizijskim serijama. Gostovala je i u MTV-jevoj emisiji "Punk'd".
Njezin je proboj u karijeri došao 2008. godine, ulogom Alice Cullen u filmu Sumrak, snimljenom prema istoimenom romanu Stephenie Meyer. Greene također glumi Alice i u nastavku filma iz 2009., Mladi mjesec.

## Filmografija
| Godina | Film                | Uloga            | Bilješke        |
| ------ | ------------------- | ---------------- | --------------- |
| 2005.  | Punk'd              | Djevojka         | TV              |
| 2006.  | Crossing Jordan     | Ann Rappaport    | TV              |
| 2006.  | Desire              | Renata           | TV              |
| 2007.  | King of California  | McDonaldov kupac |                 |
| 2008.  | Shark               | Natalie Faber    | TV              |
| 2008.  | Otis                | Kim #4           |                 |
| 2008.  | Sumrak              | Alice Cullen     |                 |
| 2008.  | Radio Free Albemuth | Rhonda           | post-produkcija |
| 2009.  | Summer's Blood      | Summer           | post-produkcija |
| 2009.  | Skateland           | Michelle Burkham | post-produkcija |
| 2009.  | Warrior             | Brooklyn         | post-produkcija |
| 2009.  | Mladi mjesec        | Alice Cullen     |                 |
| 2010.  | Pomrčina            | Alice Cullen     |                 |